# Glass top coffin
Glass top coffin is het tweede en tevens laatste studioalbum van Ramases. Ramases was ondergebracht bij Vertigo Records, een platenlabel dat was opgezet voor de toen nieuwe progressieve rock. Het conceptalbum is echter eerder psychedelisch te noemen, zeker het titelstuk. Voor een album uit 1975 is de muziek opvallend goed georkestreerd en ook de zang is behoorlijk. De instrumentalisten werden geleend van het Royal Philharmonic Orchestra en het London Symphony Orchestra en deze waren in vergelijking tot andere popplaten bijzonder goed op dreef.
Barry Kirsh en Jo Romero speelden samen in Spiteri en namen deel aan de opnamen.
Het titelnummer Glass top coffin gaat over het verlangen begraven te worden in een kist voorzien van een glazen bovenkant; op die manier kon hij al die mensen die afscheid van hem kwamen nemen recht in de ogen kijken.

## Musici
- Ramases en Sel (zijn vrouw) – zang, akoestische gitaar
- Jo(e) Romero – gitaar, tablas
- Pete Kingsman – basgitaar en contrabas
- Roger Harrison – slagwerk (werkte eerder voor Walrus)
- Barry Kirsch – synthesizers, piano
- Bon Bertles – saxofoons (speelde in Nucleus)
- Colin Thurston – basgitaar track 2
- leden van het RPO en LSO ; arrangementen door Rob Young
- The Eddie Lester Chorale
- achtergrondzang: Kay Garner (van The Ladybirds), Sue Glover en Sunny Leslie (later van Brotherhood of Man)

## Muziek
| Nr. | Titel                      | Duur |
| --- | -------------------------- | ---- |
| 1.  | Golden landing             | 6:05 |
| 2.  | Long long time             | 5:16 |
| 3.  | Now Mona Lisa              | 2:59 |
| 4.  | God voice                  | 3:18 |
| 5.  | Mind island                | 4:37 |
| 6.  | Only the loneliest feeling | 3:01 |

| Nr. | Titel                       | Duur |
| --- | --------------------------- | ---- |
| 1.  | Sweet reason                | 5:48 |
| 2.  | Stepping stones             | 4:30 |
| 3.  | Saler man                   | 5:06 |
| 4.  | Children of the green Earth | 3;31 |
| 5.  | Glass top coffin            | 4:02 |
| 6.  | Golden landing (part 2)     | 2:23 |